# Diecéze Concordia-Pordenone
Diecéze Concordia-Pordenone (latinsky Dioecesis Concordiensis-Portus Naonis) je římskokatolická diecéze v italské oblasti Benátsko, která tvoří součást Církevní oblasti Triveneto. Je sufragánní vůči benátskému patriarchátu.

## Stručná historie
Římské město Iulia Condordia (dn. Concordia Sagittaria vzniklo v roce 42 př. Kr. bylo evangelizováno již ve 3. století, kdy zde za Diokleciánova pronásledování byli umučeni mučedníci z Concordie. Ve 4. stoeltí zde vznikla diecéze. Díky změně toku řek v 15. století Concordia upadla a biskupské sídleo bylo přeneseno do Portogruara. Diecéze vždy spadala pod aquilejský patriarchát; po jeho zrušení v roce 1751 se stala součástí provincie Arcidiecéze Udine, až v roce 1818 byla podřízena Benátskému patriarchátu. Ve 20. století se sídlem civilní provincie stalo město Pordenone, a proto v roce 1971 bylo sídlo diecéze přeneseno do tohoto města, a diecéze dostala aktuální jméno. 